# Carl-Otto von Sydow
Carl-Otto Gillis von Sydow, född 9 mars 1927 i Julita församling i Södermanlands län, död 18 april 2010 i Knivsta församling i Uppsala län, var en svensk bibliotekarie och skriftställare.
Carl-Otto von Sydow var son till ryttmästaren Carl von Sydow och Gunhild Boy. Efter studentexamen i Saltsjöbaden 1947 och akademiska studier blev han filosofie licentiat vid Uppsala universitet 1962. Han var verksam vid Uppsala universitetsbibliotek, där han blev amanuens 1963 och bibliotekarie 1966. Han var kommissarie för utställningen Arvet från Newton och Linné – vetenskapliga förbindelser mellan Sverige och England i gångna tider 1962, styrelseledamot av Språkvårdssamfundet från 1962 och kapten i Marinintendenturkårens reserv från 1964. Han var författare av bibliografier och lärdomshistoriska uppsatser, utgav skrifter av Carl von Linné och var redaktör för Svenska Linnésällskapets årsskrift från 1961.
Han bildade familj 1954 då han gifte sig med Ulla Olsson (1929–2001), dotter till landsfiskalen Matts Olsson och Lena Nordin. De fick tre barn: Anna von Sydow (född 1955), skådespelaren Stina von Sydow (född 1957) och Otto von Sydow (född 1962).